# Petter Northug
Petter Northug (* 6. ledna 1986, Mosvik, Norsko) je norský běžec na lyžích. V letech 2005 – 2017 reprezentoval Norsko ve Světovém poháru v běhu na lyžích, na šesti mistrovstvích světa a na dvou olympiádách. Je dvojnásobným olympijským vítězem ze ZOH 2010 ve Vancouveru, třináctinásobným mistrem světa (historický mužský rekord do roku 2025) a jako první a dosud jediný v 11 po sobě následujících sezónách SP zvítězil vždy v aspoň jednom závodě. Je univerzálním lyžařem – prosazoval se ve sprintech i na delších tratích. Od roku 2019 závodí v dálkových bězích. Během kariéry jej vedla řada trenérů – v juniorském věku to byl krátce i Thomas Alsgaard, v letech 2006 – 2011 Morten Aa Djupvik s nímž získal 13 mistrovských a olympijských medailí včetně 9 zlatých, v letech 2011 – 2013 Trond Nystad, v sezóně 2013/14, před níž odešel z reprezentace, Eirik Myhr Nossum, přípravu před další sezónou absolvoval znovu s Djupvikem a od sezóny 2014/15 až do dubna 2018 jej trénoval Stig Rune Kveen. Kontroverze způsobovalo jeho časté arogantní chování, zesměšňování soupeřů, záliba v hraní profesionálního pokeru, spory o sponzorské příjmy, řízení auta v opilosti či pod vlivem drog, za což byl dvakrát odsouzen. Podle některých názorů však svými výstřelky bavil lidi, osvěžoval závodní lyžování a dělal z něj show.

## Sportovní kariéra
Narodil se v Mosviku ve středním Norsku v roce 1986, začal lyžovat brzy a jeho prvním trenérem byl otec John Northug, jehož metody Petter později označil za brutální.

### Juniorská léta
Již jako junior byl všeobecně považován za budoucí hvězdu běžeckého lyžování. Lyžařské firmy se předháněly v nabídkách kontraktů. Nakonec v roce 2005 podepsal kontrakt s firmou Fischer. Smlouva zahrnovala základní plat (vůbec poprvé u juniora), který by se vynásobil pěti, pokud by se Northug dostal do elitního norského týmu pro sezónu 2006/07. To se Northugovi skutečně podařilo. Kontrakt také nabízel bonusy za medaile z juniorských světových šampionátů. 
Na juniorských světových šampionátech vybojoval Northug celkem šest zlatých medailí. První dvě vybojoval v roce 2005 ve finském Rovaniemi, kde vyhrál skiatlon na 2×10 km a 10 km volně, další čtyři přidal v roce 2006 ve slovinské Kranji, kde vyhrál sprint volně, 10 km klasicky, skiatlon na 2×10 km a štafetu. K tomu ještě přidal dvě stříbrné medaile. V sezóně 2005/06 jako první junior v historii vyhrál závod mezi dospělými na mistrovství Norska, když ve skiatlonu porazil Frode Estila o 1,9 s.

### Reprezentační kariéra
Ve Světovém poháru debutoval 9. března 2005, ve sprintu v norském Drammenu skončil pětatřicátý. Na jaře 2005 jej tehdejší trenér norské reprezentace Krister Sørgård zařadil do týmu s odůvodněním, že Petter má obrovský potenciál, od dob Thomase Alsgaarda podle něj nemělo Norsko juniora na tak vysoké úrovni.
Další závody ve Světovém poháru absolvoval v sezóně 2005/06, v prosinci a lednu si připsal 4 umístění v bodované třicítce, nejlépe byl dvanáctý ve sprintu v Novém Městě na Moravě. Po ZOH 2006 v Turíně, které skončily pro norské běžce zklamáním, když přivezli "jen" tři stříbrné a jednu bronzovou medaili (z toho muži dvě stříbra), se norský tisk ptal, proč Northug nebyl v nominaci. Sám Northug připustil, že byl hodně zklamaný, zvláště když opět vyhrál na mistrovství Norska skiatlon. V den, kdy trenér Sørgård oznámil olympijskou nominaci, finišoval na domácím mistrovství jako člen vítězné štafety. Když projížděl cílem křičel: "A já nejedu na olympiádu?". Ve švédském Falunu zaznamenal 8. března 2006 svou první výhru ve Světovém poháru, když vyhrál skiatlon na 2×10 km a stal se ve svých dvaceti letech historicky nejmladším lyžařem, který vyhrál závod SP. V celkovém pořadí světového poháru skončil na 14. místě.
Na mistrovství světa 2007 v japonském Sapporu získal svou první medaili, a to hned zlatou, když ve finiši štafety na 4×10 km přesprintoval švédského i ruského závodníka.
O dva roky později na mistrovství světa 2009 v Liberci vybojoval hned tři zlaté medaile. Zvítězil ve skiatlonu na 2×15 km, na 50 km volně s hromadným startem a k vítězství dovedl i štafetu na 4×10 km. Vždy se prosadil ve finiši, když se utrhl z klubka závodníků.
V sezóně 2008/09 skončil v celkovém hodnocení Světového poháru druhý, když ho až v samotném závěru sezóny předstihl Švýcar Dario Cologna.
Do ZOH 2010 ve Vancouveru vstoupil až 41. místem v závodě na 15 km volně. O den později však vybojoval bronzovou medaili ve sprintu. Ve skiatlonu na 2×15 km se nedokázal udržet čelní skupiny a skončil jedenáctý. Vytouženého zlata se dočkal až ve sprintu dvojic, kde triumfoval spolu s Øysteinem Pettersenem. Výborný finiš předvedl ve štafetě na 4×10 km. Na posledním úseku přebíral štafetu se ztrátou 37,5 sekundy na vedoucí trojici, přesto dokázal předběhnout francouzskou a českou štafetu a vybojovat Norům stříbrnou medaili. V závěrečném závodě na 50 km klasicky s hromadným startem si pak dosprintoval pro svoje první individuální olympijské zlato.
Po olympiádě si došel i pro celkové vítězství ve Světovém poháru, když vyhrál s obřím náskokem 600 bodů před druhým Lukášem Bauerem. Poprvé také triumfoval v celkovém hodnocení Finále Světového poháru.
V září 2010 se na veřejnost dostaly detaily sponzorského kontraktu s firmou Red Bull, který z Northuga dělal nejlépe placeného sportovce v norské historii. Až do roku 2014 měl zaručen příjem nejméně 1 miliónu norských korun ročně, s možností až zdvojnásobení, pokud jeho výkony budou na úrovni sezóny 2009/10.
Sezónu 2010/11 nezačal dobře, první tři týdny chyběl kvůli nemocí. Na domácí mistrovství světa v Oslu se však výborně připravil a vybojoval zde 3 zlaté a 2 stříbrné medaile. Negativní publicitu však vyvolalo jeho chování ve štafetě, kdy s vědomím bezpečného náskoku prošel cílem bokem. To bylo považováno za neslušné až pohrdavé gesto vůči soupeřům, především k největšímu rivalovi, Švédu Marcusi Hellnerovi. Na konci sezóny pak podruhé vyhrál Finále Světového poháru ve Švédsku.
Na mistrovství světa 2013 v italském Val di Fiemme vyhrál poprvé závod na 15 km volně, čímž zkompletoval svou sadu medailí. Ve finiši štafety opět triumfoval před švédským závodníkem, což znamenalo pro norskou štafetu již sedmý triumf na světových šampionátech v řadě. K tomu ještě přidal stříbro ze sprintu. V závěrečném závodě na 50 km klasicky s hromadným startem byl favoritem, ale doběhl až na 21. místě.
Ve Světovém poháru měl skvělý finiš. Vyhrál 15 km volně v Lahti o více než půl minuty, následně pak klasický sprint v Drammenu. Ve Finále pak vyhrál úvodní sprint ve Stockholmu i prolog ve Falunu, na 15 km klasicky s hromadným startem skončil čtvrtý a v závěrečné stíhačce si doběhl pro celkové vítězství. To také znamenalo celkový triumf ve Světovém poháru. Před Lahti ztrácel 226 bodů na vedení, nakonec však vyhrál s náskokem 180 bodů.
Před mistrovstvím světa 2015 měl Northug stejný počet zlatých medailí jako rekordman Bjørn Dæhlie – 9 (5x z individuálních závodů a 4x ze štafet). Ve Falunu přidal další čtyři vítězství a s 13 tituly mistra světa se stal rekordmanem v kategorii mužů.

### Dálkové běhy na lyžích
Rok po ukončení reprezentační kariéry se k závodnímu lyžování vrátil – tentokrát však v sérii dálkových běhů na lyžích Ski Classics. V sezóně 2019/20 se postavil na start Marcialongy (99. místo) a Jizerské padesátky (45. místo), kdy reprezentoval tým Ragde Eiendom bratrů Auklandových a už tehdy prohlašoval, že chce někdy vyhrát Vasův běh, do něj však kvůli pracovnímu vytížení v této sezóně nenastoupil.
Po pauze způsobené odpykáváním si trestu za řízení pod vlivem drog se do Ski Classics vrátil v několika závodech sezóny 2021/22.
Před sezónou 2022/23 oznámil svůj vážný návrat do profesionálního závodění a založil svůj vlastní tým Team Northug Crucible. V březnu 2023 debutoval Ve Vasově běhu, ovšem doběhl až na 48. místě. Což pro něj bylo impulsem k dalšímu úsilí o lepší výsledek.
Při svém druhém startu na Vasově běhu, doběhl v roce 2024 osmnáctý a stal se nejlepším závodníkem ve věku 38 let.

## Osobní život
Je svobodný. Má dva mladší bratry, Tomase a Evena. Oba také závodí v běhu na lyžích, Tomas vyhrál sprint a štafetu na MSJ 2010 a svou kariéru ukončil v roce 2017 ve svých 27 letech. Po rozchodu s tehdejší přítelkyní atletkou a bloggerkou Rachel Nordtømme, se kterou žil tři roky, se Petter na jaře 2011 přestěhoval z Trondheimu do Meråkeru právě se svými bratry a zavrhl zvažovanou možnost, že se usadí ve švýcarském Davosu kvůli výškové přípravě na olympiádu v Soči. Na tiskové konferenci v prosinci 2018, když oznamoval konec aktivní kariéry, ve své děkovné řeči bratry vyzdvihl, že díky nim našel motivaci lyžovat dál, zvláště po roce 2011.
V roce 2010 se zúčastnil World Series of Poker, kde skončil na 653. místě.
V květnu 2014 pod vlivem alkoholu (1,65 promile) havaroval s vozem Audi A7 a opustil místo nehody, při které byl zraněn jeho spolucestující. V říjnu byl odsouzen k 50 dnům vězení, dostal trvalý zákaz řízení a pokutu 22.500 eur. Požádal, aby si trest mohl odpykat až po sezoně a bylo mu vyhověno – mohl se tak zúčastnit Mistrovství světa v klasickém lyžování 2015. V prosinci 2020 byl pak odsouzen k sedmi měsícům vězení za opakované závažné dopravní přestupky a držení drog. Soud v Oslu jej shledal vinným z toho, že několikrát výrazně překročil povolenou rychlost, za což navíc přišel na doživotí o řidičský průkaz. V mobilním telefonu vyšetřovatelé našli videa, která Northug během zběsilé jízdy natáčel a posílal přátelům. Původně si měl svůj trest od začátku dubna 2021 odpykávat ve věznici Trøgstad v Indre Østfold, ale byla mu schválena žádost o odpykání v léčebně pro drogově závislé, a tak již v dřívějším termínu nastoupil do výkonu trestu na klinice v Bolkesjø v Telemarku. V srpnu 2021 se již mohl zúčastnit několika závodů na kolečkových lyžích.

## Úspěchy

### Olympijské hry
2010 –  Vancouver  3. místo, sprint klasicky
2010 –  Vancouver  1. místo, sprint dvojic volně (s Pettersenem)
2010 –  Vancouver  2. místo, štafeta 4×10 km (v sestavě Johnsrud Sundby / Hjelmeset / Berger / Northug)
2010 –  Vancouver  1. místo, 50 km klasicky hromadný start

### Mistrovství světa

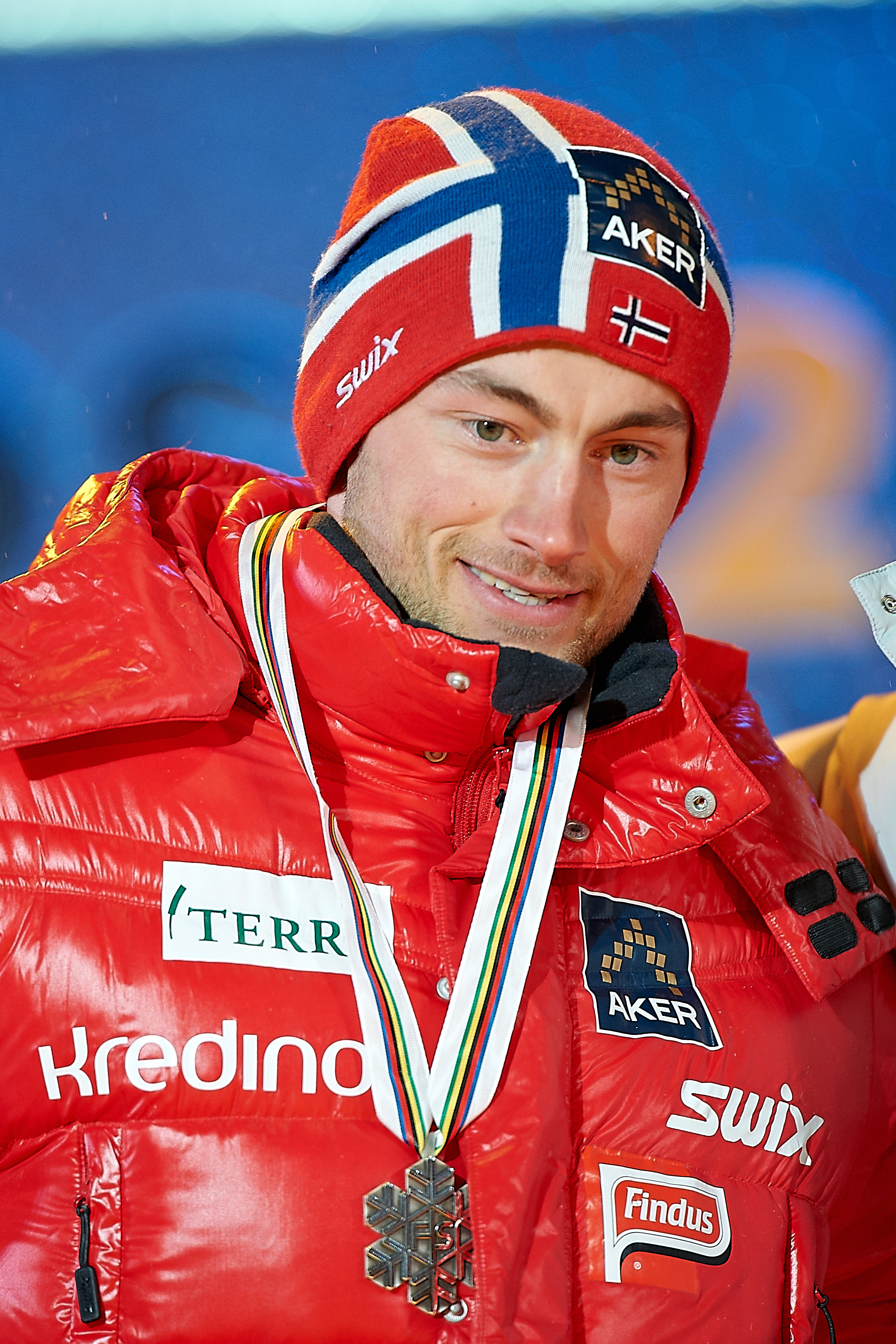
Petter Northug s medailí z MS 2011

2007 –  Sapporo  1. místo, štafeta 4×10 km (v sestavě Rønning / Hjelmeset / Berger / Northug)
2009 –  Liberec  1. místo, 30 km skiatlon
2009 –  Liberec  1. místo, štafeta 4×10 km (v sestavě Rønning / Hjelmeset / Ruud Hofstad / Northug)
2009 –  Liberec  1. místo, 50 km volně hromadný start
2011 –  Oslo  2. místo, sprint volně
2011 –  Oslo  1. místo, 30 km skiatlon
2011 –  Oslo  2. místo, sprint dvojic klasicky (s Hattestadem)
2011 –  Oslo  1. místo, štafeta 4×10 km (v sestavě Johnsrud Sundby / Rønning / Gjerdalen / Northug)
2011 –  Oslo  1. místo, 50 km volně hromadný start
2013 –  Val di Fiemme  2. místo, sprint klasicky
2013 –  Val di Fiemme  1. místo, 15 km volně
2013 –  Val di Fiemme  1. místo, štafeta 4×10 km (v sestavě Gjerdalen / Rønning / Røthe / Northug)
2015 - Falun 1. místo 50 km klasicky

### Světový pohár

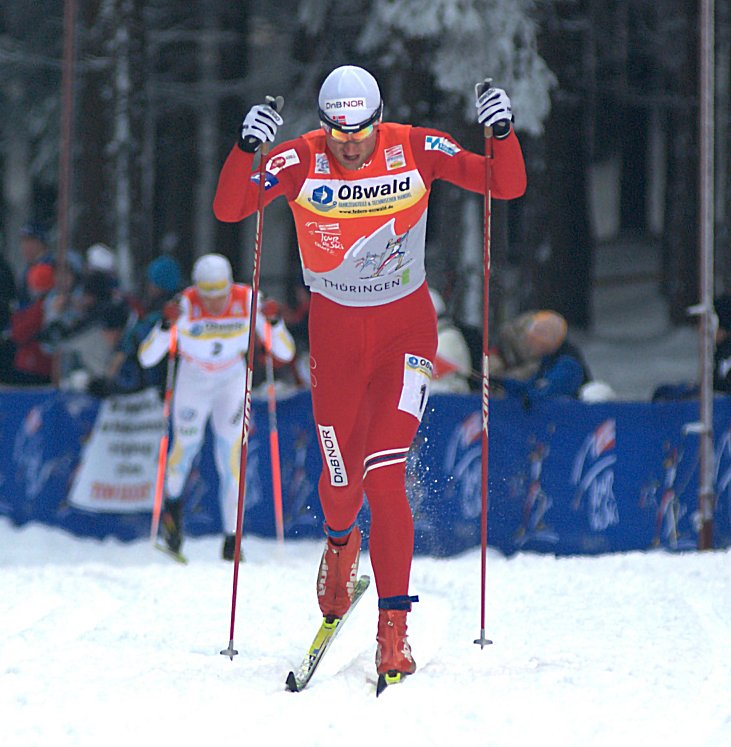
Petter Northug na Tour de Ski 2010

Světový pohár – celkové pořadí
2005/06 – 14. místo
2006/07 – 7. místo
2007/08 – 12. místo
2008/09 –  2. místo
2009/10 –  1. místo
2010/11 –  2. místo
2011/12 –  3. místo
2012/13 –  1. místo
Ruka Triple – celkové pořadí
2011 –  1. místo
2012 –  1. místo
Tour de Ski – celkové pořadí
2008/09 –  2. místo
2009/10 –  2. místo
2010/11 –  2. místo
2011/12 –  3. místo
Finále Světového poháru – celkové pořadí
2010 –  1. místo
2011 –  1. místo
2013 –  1. místo
Závody Světového poháru
2006 –  Falun  1. místo, 20 km skiatlon
2006 –  Sapporo  2. místo, 30 km skiatlon
2006 –  La Clusaz  2. místo, štafeta 4×10 km
2007 –  Lahti  1. místo, sprint volně
2007 –  Falun  1. místo, štafeta 4×10 km
2008 –  Falun  1. místo, štafeta 4×10 km
2008 –  Gällivare  3. místo, 15 km volně
2008 –  Gällivare  1. místo, štafeta 4×10 km
2008 –  La Clusaz  1. místo, 30 km volně hromadný start
2008 –  La Clusaz  1. místo, štafeta 4×10 km
2009 –  Lahti  1. místo, sprint volně
2009 –  Trondheim  2. místo, sprint klasicky
2009 –  Beitostølen  1. místo, štafeta 4×10 km
2009 –  Kuusamo  1. místo, 15 km klasicky
2009 –  Davos  2. místo, sprint volně
2009 –  Rogla  1. místo, sprint klasicky
2009 –  Rogla  1. místo, 30 km klasicky hromadný start
2010 –  Drammen  2. místo, sprint klasicky
2010 –  Holmenkollen  1. místo, 50 km volně hromadný start
2010 –  La Clusaz  2. místo, 30 km volně hromadný start
2010 –  La Clusaz  3. místo, štafeta 4×10 km
2011 –  Drammen  3. místo, 15 km klasicky
2011 –  Drammen  3. místo, sprint vokně
2011 –  Sjusjøen  2. místo, 15 km volně
2011 –  Sjusjoen  1. místo, štafeta 4×10 km
2011 –  Davos  1. místo, 30 km volně
2011 –  Rogla  1. místo, 15 km klasicky hromadný start
2012 –  Nové Město  1. místo, štafeta 4×10 km
2012 –  Gällivare  1. místo, štafeta 4×10 km
2013 –  Soči  1. místo, sprint volně
2013 –  Lahti  1. místo, 15 km klasicky
2013 –  Drammen  1. místo, sprint klasicky
Etapy závodů Světového poháru
2007 -  Asiago  3. místo, sprint volně (Tour de Ski)
2008 -  Asiago  1. místo, sprint volně (Tour de Ski)
2008 -  Oberhof  3. místo, 3,7 km volně (Tour de Ski)
2009 -  Nové Město  1. místo, sprint volně (Tour de Ski)
2010 -  Oberhof  1. místo, 3,7 km volně (Tour de Ski)
2010 -  Oberhof  1. místo, 15 km stíhací závod (Tour de Ski)
2010 -  Oberhof  2. místo, sprint klasicky (Tour de Ski)
2010 -  Cortina-Toblach  1. místo, 30 km volně stíhací závod (Tour de Ski)
2010 -  Toblach  3. místo, 10 km klasicky (Tour de Ski)
2010 -  Val di Fiemme  2. místo, 20 km klasicky hromadný start (Tour de Ski)
2010 -  Stockholm  2. místo, sprint klasicky (Finále SP)
2010 -  Falun  1. místo, 20 km skiatlon (Finále SP)
2010 -  Oberhof  3. místo, 3,7 km volně (Tour de Ski)
2011 -  Toblach  3. místo, sprint volně (Tour de Ski)
2011 -  Cortina-Toblach  3. místo, 30 km volně stíhací závod (Tour de Ski)
2011 -  Val di Fiemme  1. místo, 20 km klasicky hromadný start (Tour de Ski)
2011 -  Stockholm  2. místo, sprint klasicky (Finále SP)
2011 -  Falun  2. místo, 3,3 km klasicky (Finále SP)
2011 -  Falun  1. místo, 20 km skiatlon (Finále SP)
2011 -  Kuusamo  1. místo, 10 km volně (Ruka Triple)
2011 -  Oberhof  1. místo, 3,7 km volně (Tour de Ski)
2011 -  Oberhof  2. místo, 15 km klasicky stíhací závod (Tour de Ski)
2012 -  Oberstdorf  1. místo, 20 km skiatlon (Tour de Ski)
2012 -  Toblach  2. místo, sprint volně (Tour de Ski)
2012 -  Cortina-Toblach  2. místo, 30 km volně stíhací závod (Tour de Ski)
2012 -  Kuusamo  2. místo, sprint klasicky (Ruka Triple)
2012 -  Kuusamo  2. místo, 10 km volně (Ruka Triple)
2012 -  Kuusamo  1. místo, 15 km stíhací závod (Ruka Triple)
2012 -  Oberhof  1. místo, 4 km volně (Tour de Ski)
2012 -  Oberhof  3. místo, 15 km klasicky stíhací závod (Tour de Ski)
2013 -  Cortina-Toblach  1. místo, 30 km volně stíhací závod (Tour de Ski)
2013 -  Toblach  2. místo, 5 km klasicky (Tour de Ski)
2013 -  Stockholm  1. místo, sprint klasicky (Finále SP)
2013 -  Falun  1. místo, 3,75 km volně (Finále SP)
2013 -  Falun  1. místo, 15 km volně stíhací závod (Finále SP)